# Rance Howard
Rance Howard (ur. 17 listopada 1928 w Duncan, zm. 25 listopada 2017 w Los Angeles) – amerykański aktor.
Jego żona Jean Speegle Howard była absolwentką nowojorskiej szkoły aktorskiej. Miał dwóch synów – Clinta Howarda (aktor) i Rona Howarda (aktor, reżyser).

## Filmografia
- 2011: Roznosiciel
- 2011: Wild Michigan
- 2011: Hard Ride, The
- 2011: Story of Bonnie and Clyde, The
- 2011: Timberwolf
- 2011: Night Club
- 2011: Let Go
- 2011: For Robbing the Dead
- 2010: Once Fallen
- 2010: Algona
- 2010: Walentynki
- 2010: Trial, The
- 2010: Genesis Code, The
- 2010: Provinces of Night
- 2010: Jonah Hex
- 2009: Boppin' at the Glue Factory
- 2009: Play Dead
- 2009: Within
- 2009: Shadowheart
- 2009: Shattered Glory
- 2009: Anioły i Demony
- 2008: Keith
- 2008: Grizzly Park
- 2008: Play the Game
- 2008: Audie & the Wolf
- 2008: Drillbit Taylor: Ochroniarz amator
- 2008: Frost/Nixon
- 2008: Skip Tracer
- 2007: Ghost Town: The Movie
- 2007: Idź twardo: historia Deveya Coxa
- 2007: Twarda sztuka
- 2006: Aimee Semple McPherson
- 2006: Potwór
- 2006: Mój słodki skarb
- 2005: Comanche Stallion
- 2005: Człowiek ringu
- 2005: Cud w Sage Greek
- 2004: Alamo
- 2004: Ghost Rock
- 2004: Death And Texas
- 2004: Killing Cupid
- 2004: Epitafium
- 2004: I Am Stamos
- 2003: Krwawa masakra w Hollywood
- 2003: Long Ride Home, The
- 2003: Zaginione
- 2002: Legend of the Phantom Rider
- 2002: Detoks
- 2002: Najważniejszy mecz
- 2002: Leaving the Land
- 2001: Piękny umysł
- 2001: Wyścig szczurów
- 2001: Joe Dirt
- 2000: Ping!
- 2000: Grinch: świąt nie będzie
- 2000: Zło pod podłogą
- 2000: Driving Me Crazy
- 2000: Miłość i seks
- 1997: Ostrzeżenie z zaświatów
- 1995: Kochany urwis 3
- 1994: Uciekające córki
- 1993: Bez lęku
- 1992: Uniwersalny żołnierz
- 1991: Zamienione przy urodzeniu
- 1989: Limit Up
- 1988: Ciemność przed świtem
- 1986: Święta w górach
- 1985: Stwórca
- 1984: Gry namiętności
- 1984: Samotny facet
- 1984: Fantastic World of D.C. Collins, The
- 1984: Plusk
- 1983: Rita Hayworth: The Love Goddess
- 1983: Kid with the 200 I.Q., The
- 1982: Pieśń kata
- 1982: Kid with the Broken Halo, The
- 1981: Miracle of Kathy Miller, The
- 1981: Mr. No Legs
- 1981: Kółko i krzyżyk
- 1980: Scout's Honor
- 1980: Dosięgnąć nieba
- 1979: Kobiety za kierownicą
- 1978: Cotton Candy
- 1977: Grand Theft Auto
- 1977: Kolejny mężczyzna, kolejna kobieta
- 1977: Legend of Frank Woods, The
- 1976: Eat My Dust!
- 1976: New Daughters of Joshua Cabe, The
- 1975: Huckleberry Finn
- 1974: Locusts
- 1974: Chinatown
- 1973: Red Pony, The
- 1972: Bloody Trail
- 1971: Wild Country, The
- 1969: Deed of Derring-Do
- 1969: Old Paint
- 1967: Gentle Giant
- 1967: Nieugięty Luke
- 1965: Village of the Giants
- 1965: The Desert Raven
- 1963: Tata w zalotach
- 1962: Muzyk
- 1955: Frontier Woman

## Scenarzysta
- 1981: Through the Magic Pyramid
- 1977: Grand Theft Auto
- 1972–1976: Rookies
- 1960–1968: Andy Griffith Show
- 1960–1966: Flintstonowie